# Haridžiti
Haridžiti (arabsko الخارجية, al-Ḫāriǧīya) ali havaridi (arabsko الخوارج, al-Ḫawāriǧ, dobesedno tisti, ki so se odpravili [v boj]) so bili opozicijsko versko in politično gibanje v zgodnjem islamskem obdobju, ki se je pojavilo po atentatu na tretjega kalifa Utmana ibn Afana leta 656. Med prvo fitno so haridžiti sprva podpirali četrtega kalifa, Alija ibn Abi Taliba, a so se po bitki pri Sifinu obrnili od njega obrnili, ko so videli, da želi z arbitražo prekiniti svoj spor z izzivalcem Muavijo ibn Abi Sufjanom. 
Po mnenju arabskega leksikografa Ibn Manzurja so se haridžiti tako imenovali, ker so se odvrnili od ljudi (li-ḫurūǧihim ʿan an-nās). Člani gibanja so sami sebe običajno imenovali šurat, po njihovem prvem taborišču v Haruri blizu Kufe pa so se imenovali tudi haruri (arabsko harūrīya).
Konec 7. stoletja se je sekta hariditov razdelila na številne podskupine. Od teh podskupin še danes kot posebna islamska skupnost obstaja sekta ibadija s privrženci v Omanu, Severni Afriki in na vzhodnoafriški obali. Današnji ibaditi se nimajo več za haridžite, temveč za skupino, ki je nastala v nasprotju z radikalnimi strujami znotraj haridžitov.
Nekateri islamski avtorji uporabljajo izraz haridžiti ne samo za zgodovinsko versko-politično skupino, ampak tudi na splošno za uporniške muslimane. Tako je  po aš-Šahrastanijevi definiciji haridžit vsakdo, "ki se upira zakonitemu imamu, ki ga je soglasno priznala skupnost", ne glede na to, ali se je upor zgodil v imamovem času ali kasneje.

## Izvor

### Protest v Sifinu proti načrtovanemu arbitražnemu sodišču
Ozadje nastanka haridžitov je razkol islamske skupnosti na dva tabora po atentatu na Utmana ibn Afana, od katerih je eden podpiral prerokovega zeta Alija ibn Abi Taliba v Kufi, drugi pa Muavijo I., ki je kot nekdanji Utmanov sirski guverner in sorodnik zahteval kaznovanje njegovih morilcev. Ko je v začetku poletja 657 prišlo do vojaškega spopada med obema taboroma v bližini Sifina ob zgornjem Evfratu in so v določenem trenutku Alijevi privrženci imeli vojaško premoč, se je Muavija zatekel k zvijači. V taborišče Alis je poslal skupino Sircev, ki so na konice svojih sulic pritrdili izvode Korana in na ves glas kričali, da je treba odobriti premirje in odločitev prepustiti presoji svete knjige. Ko je Ali privolil v ustanovitev arbitražnega sodišča, ki bi odločalo o Utmanovem obnašanju, krivdi za njegovo smrt in s tem posredno o legitimnosti njegovega kalifata, je to naletelo na zavrnitev nekaterih njegovih privržencev. Sklicujoč se na verze Korana, ki zapovedujejo boj proti upornikom, so menili, da je takšno arbitražno sodišče nezakonito, ker lahko sodi le človeško, medtem ko so izid bitke razumeli kot božjo sodbo. Medtem ko so bili še v Sifinu, so nekateri od njih na podlagi koranskih formul (predvsem Sura 12:40) vzkliknili: "Odločitev pripada samo Bogu!" (lā ḥukma illā li-Llāh).

### Muhakima, skupina iz Harure
Skupini, ki so jo zaradi njenega slogana imenovali al-Muhakima (tisti, ki želijo [Božjo] sodbo), se je na poti nazaj v Kufo pridružilo še nekaj drugih. Ko je njihovo število naraslo na nekaj tisoč, so se umaknili v Haruro v bližini Kufe in se odpovedali Aliju. S svojim sloganom so očitno povezovali teokratične ideje, saj so razglašali, da je zvestobo mogoče priseči le Bogu. Poudarili so tudi koransko načelo zapovedovanja dobrega in prepovedovanja slabega ter zahtevali, da posvetovalno telo izvoli novega voditelja skupnosti. Da bi prebivalce Harure prepričal, naj opustijo svoj odpor, se je Ali začel pogajati z njihovimi voditelji. Iz tega, kar je bilo izrečeno o teh pogajanjih, je razvidno, da so prebivalci Harure menili, da je umor Utmana, Talhe in az-Zubairja v bitki pri Basri, kot tudi privržencev Muavije, zakonit in so pričakovali, da jim bo arbitražno sodišče odreklo pravico do ukrepanja proti storilcem.

### Eksodus v Nahravan
Aliju je očitno uspelo prepričati nekaj ljudi, da so se vrnili v njegov tabor, potem pa je spomladi leta 658 prišlo do drugega eksodusa nezadovoljnih, ko je postalo jasno, da namerava Ali vztrajati pri arbitražnem sodišču. To gibanje, v katerem je sodelovalo tri ali štiri tisoč ljudi, je v Nahravanu vzhodno od Tigrisa za svojega voditelja izvolilo Abdalaha ibn Vahbu ar-Rasibija in zahtevalo, da Ali prizna, da je zagrešil greh in dejanje nevere, ko je privolil v arbitražo, ter od njega zahtevalo, da svojo odločitev prekliče. Fanatizem članov te skupine se je kazal v številnih terorističnih akcijah. Kmalu so za nevernika razglasili ne le Alija in Utmana, ampak tudi vse tiste, ki se v tem pogledu z njimi niso strinjali. Ljudje, ki niso želeli prekleti Utmana in Alija, so bili kruto umorjeni. Ljudje, ki so se izselili v an-Nahravan, se v arabskih virih imenujejo havaridši ali krajše haridši - izseljenci.
Velikost haridžitske vojske je še naprej rasla. Ali, ki se je sprva izogibal soočenju s haridžiti, da bi se izognil vojni na dveh frontah, je bil zaradi vse večje agresivnosti te skupine prisiljen ukrepati proti njim. Potem ko mu je uspelo pridobiti nazaj nekaj tistih iz Nahravana, je julija 658 napadel preostale in jih pobil pri kanalu Nahravan. Med septembrom 658 in februarjem 659 se je proti njemu zgodila vrsta haridžitskih uporov. Januarja 661 je Alija ubil haridžit Abd ar-Rahman ibn Muldšam al-Muradi, ki se je želel maščevati za pokol v an-Nahravanu.

## Preganjanje in delitev
Pod omajadskima kalifoma Muavijo I. in Jazidom I. so bili haridžiti kruto preganjani. Kalifova guvernerja v Iraku, Zijad ibn Abi Sufjan  (665–673) in njegov sin Ubaidalah ibn Zijad (673–683), naj bi pobila 13.000 haridžitov.  Do tega časa so bili haridžiti dokaj homogena skupnost. Sprememba se je zgodila, ko je Ubaidalah po Jazidovi smrti leta 683 odprl zapore in izpustil 400 haridžitov. Veliko jih je odšlo v Meko, da bi podprli tamkajšnjega kalifa Abdalaha ibn az-Zubairja, ko so videli, da ne deli njihovih političnih pogledov, pa so se obrnili od njega. Nekateri od njih, vključno z Nafi Ibn al-Azrakom, so se uprli, ko je Ibn Zubair poskušal leta 683 imenovati guvernerja v Basri. 
Ibn al-Azrak je bil kmalu zatem ubit v bitki, njegovi privrženci pa niso hoteli opustiti boja in so se v velikem številu umaknili v Huzestan v jugozahodnrm Iranu. Tam so ti azrakiti, kot so imenovali privržence Ibn al-Azraka, tavali po državi, ropali in požigali. Muslimani, ki so se od njih razlikovali v svojih pogledih ali jim niso hoteli slediti, so bili pobiti, vključno z njihovimi otroki in ženami. Prizaneseno je bilo le tistim, ki so jih aktivno podpirali. 
Bojevitim haridžitom v Iranu so nasprotovali številni zmerni haridžiti v Basri, ki so želeli imeti islamsko državo in skupnost, utemeljeno na načelih Korana, zato niso odobravali prakse azrakitov. Bili so celo pripravljeni sprejeti Ibn Zubairjevo vladavino, če jin ne bi preganjal. Azrakiti so to skupino "tihih haridžitov" obsojali kot varuhe režima in nanje gledali tudi kot na nevernike, ki jih je treba pobiti, ker niso aktivno sodelovali v njihovem boju. Zase so uporabljali izraz šurat, ki pomeni tisti, ki se prodajajo. Izraz  temelji na Koranu, ki razlikuje prave vernike, ki prodajo svojo osebo Bogu za ceno večnega življenja in se ustrezno borijo, od tistih, ki stojijo ob strani. Azrakiti so v številnih pesmih opevali "nakup" (shirāʾ) raja s smrtjo v bitki.
Tretja skupina haridžitov se je izoblikovala na Arabskem polotoku. Haridžit Nadžda ibn Amir, ki se je boril z Nafi ibn al-Azrakom proti guvernerju, ki ga je poslal Ibn az-Zubair leta 683, je leta 686 prevzel vodstvo skupine haridžitov v al-Jamami v vzhodni Arabiji in osvojil veliko območje, ki je vključevalo Bahrajn v Perzijskem zalivu, Oman na vzhodu in dele Jemna in Hadramaut na jugu. 
Njegovi privrženci, nadžadi, niso bili tako radikalni kot azrakiti. Na tihe haridžite v Basri niso gledali kot na nevernike, ampak le kot na hinavce, in so še naprej vzdrževali odnose z njimi. Po kratkem obdobju blaginje je nadžade leta 693 premagala in uničila iraška vojska. 
V naslednjem obdobju se je tabor zmernih haridžitov še bolj razdelil. Med podskupinami haridžitov so bili bajhasiti, sufriti, majmuniji in ibaditi. Nekatere skupine so pričakovale novega preroka. Ena od takšnih je bila jazidija, dejavna v Iranu, ki je dobila ime po svojem voditelju Jazidu ibn Unaisu. Ibn Unais je pridigal, da bo Bog na svet poslal preroka, ki ne bo Arabec, in mu iz nebes poslal knjigo, napisano v nebesih, ki bo takoj razodeta. Trdil je tudi, da bo vera (milla) tega preroka sabijanstvo iz Korana.

## Skupni nauki
Po al-Šahrastaniju je bila ena od posebnosti haridžitov njihov nauk o imamatu. V nasprotju z večino drugih muslimanov naj bi menili, da je dovoljeno, da imamat preide na nekoga, ki ni Kurejš, in da je imam lahko vsak, ki ga imenujejo verniki po svoji presoji in ravna v skladu z načeli pravičnosti. Z vsakim, ki se mu upre, se je bilo treba boriti. Če pa bi imam spremenil svoje vedenje in odstopal od zakona, bi ga morali po mnenju haridžitov odstaviti ali ubiti. Po al-Šahrastaniju so haridžiti menili tudi to, da je dovoljeno, da na svetu ni nobenega imama, če pa bi bil potreben, bi to lahko bil suženj ali svoboden človek, Nabatejec, slednji so imeli posebej nizek status, ali Kurejš. Na podlagi teh naukov je nizozemski orientalist Gerlof van Vloten (1866–1903) haridžite imenoval "republikanci zgodnjega islama".
Druga značilnost haridžitov je bil njihov odnos do prvih štirih kalifov. Zelo so častili Abu Bakra in Omarja ibn al-Kataba, in preklinjali spomin na Utmana ibn Afana in Alija ibn Abi Taliba, čeprav so njuni vladavini razglašali za dobri. Alija so imeli za grešnika, ker je z ustanovitvijo arbitražnega sodišča odločitev prepustil ljudem, medtem ko je bil po njihovem mnenju za to odgovoren samo Bog. Julius Wellhausen je politiko haridžitov označil kot "usmerjeno k nedosegljivim ciljem in popolnoma sovražno do kulture".

## Pomen v sodobnem egiptovskem diskurzu
Prvotni haridžiti so kot versko-politično gibanje z izjemo ibadijev izginili v srednjem veku. Od sredine 20. stoletja je izraz haridžit v egiptovskem političnem diskurzu dobil nov pomen. Radikalne islamske skupine, ki dvomijo v  legitimnost države in zavračajo vlado in družbo kot "nevernike", predstavnike države obtožujejo, da sledijo heretičnim haridžitskim naukom. Islamisti, kot sta Sayyid Qutb in Abū l-Aʿlā Maudūdī, veljajo za sodobne haridžite. Nekdanji vodja egiptovskega državnega varnostnega sodišča Mohamed Saʿīd al-ʿAschmāwī je to rabo izraza utemeljil z besedami: "Izraz 'haridžiti' ni toliko ime skupine sekt kot oznaka za vse tiste, ki se z manipulacijo jezika in izkoriščanjem vere za dosego svojih političnih ciljev izključujejo iz islama in njegovega prava". 